# ادبیات ویتنامی
ادبیات ویتنامی (به ویتنامی: Văn học Việt Nam) ادبیات شفاهی و مکتوب است که عمدتاً توسط ویتنامی‌ها خلق شده‌است. ادبیات اولیه ویتنامی بسیار تحت تأثیر ادبیات چینی بوده‌است. از آنجایی که چینی ادبی زبان نوشتاری رسمی برای اسناد دولتی بود، اکثر آثار ادبی به زبان هان وان یا văn ngôn سروده شدند. از قرن دهم، اقلیتی از آثار ادبی در Chữ Nôm، سیستم نوشتاری سابق برای زبان ویتنامی، سروده شد.
از نویسندگان کنونی ادبیات ویتنامی می‌توان بائو نین را نام برد.